# Live Commerce
Live Commerceは英語、簡体字、繁体字、日本語による多言語でのECサイト運用が可能なASPサービス。
主に海外向けECサイトを運営したい企業が利用している。

## 特徴
日本語によるサポート、日本語の管理画面を提供している。
カタログページの作成、在庫管理、注文管理、顧客管理など必要な設定や登録を全てWebベースで完結するCMSを提供する。
言語のローカライズにも対応。通貨も日本円、米ドル、人民元を標準でサポートしている。
オンライン翻訳ツール（Google 翻訳　Bing 翻訳）と連動しているため、日本語をベースに手軽に多言語化したECサイトを作れる。